# Christian de la Mazière
Christian de la Mazière (* 22. August 1922 in Tours; † 15. Februar 2006 in Paris) war ein französischer Journalist und Kriegsfreiwilliger der deutschen Waffen-SS.

## Leben
Christian de la Mazière stammte aus einer Familie, deren Denken vom Antisemitismus eines Charles Maurras durchdrungen war. Als Sohn eines Offiziers, der 1920 an dem Polnisch-Sowjetischen Krieg teilgenommen hatte, engagierte er nach dem deutschen Überfall auf Polen im September 1939 und diente nach der Kapitulation bis 1942 in der Armee des Vichy-Regimes. Danach war er für Pierre Clémentis Zeitung Le Pays Libre tätig, ein Organ der kollaborierenden Partei PFNC (Parti français national-collectiviste). Kurz vor dem Eintreffen der Alliierten in Paris und der Kapitulation des Generals Dietrich von Choltitz engagierte er sich in der 33. Waffen-Grenadier-Division (französische Division „Charlemagne“) der Waffen-SS und besuchte die SS-Junkerschule Bad Tölz, wobei er  – entgegen den Angaben, die er in seinen Memoiren machte – den Grad eines SS-Rottenführers und nicht den eines Offiziers erreichte. Er war an seinem Lebensende der letzte lebende Soldat dieser Einheit und wichtiger Zeitzeuge.
Christian de la Mazière wurde in Pommern von polnischen Soldaten gefangen genommen und zunächst an die russischen, dann an die französischen Behörden ausgeliefert. Um sich einer Verurteilung zu entziehen, gab er vor, Mitglied des Service du travail obligatoire (STO) gewesen zu sein. Dieser Täuschungsversuch wurde jedoch aufgedeckt und de la Mazière im Mai 1946 als Freiwilliger der Waffen-SS zu fünf Jahren Gefängnis und dem Entzug seiner Bürgerrechte in Frankreich für die nächsten zehn Jahre verurteilt. Staatspräsident Vincent Auriol begnadigte ihn im Jahr 1948.
Nach seiner Entlassung aus dem Gefängnis in Clairvaux ging er verschiedenen Tätigkeiten nach. Er war unter anderem Künstleragent (und zeitweiliger Lebensgefährte) der Chansonsängerinnen Juliette Gréco und Dalida, schrieb für L’Écho de la Presse et de la Publicité und Georges Bérard-Quélins Presseagentur La correspondance de la Presse und gründete im Jahr 1952 seine eigene Agentur für Öffentlichkeitsarbeit, die er nach der Publikation eines autobiografischen Werkes Le Rêveur casqué über seine Erfahrungen und sein Engagement schließen musste.
Dem 1972 erschienenen Buch vorausgegangen waren die Dreharbeiten zu dem 1971 herausgekommenen, über vierstündigen Dokumentarfilm Le chagrin et la pitié (deutsch: Das Haus nebenan – Chronik einer französischen Stadt im Kriege) des französischen Filmregisseurs deutscher Herkunft Marcel Ophüls (1927–2025), in dem Christian de la Mazières sachliche und ungeschminkte Schilderungen seiner Erlebnisse, seiner Überzeugungen und seiner Motivation zur Kollaboration den Hauptpart einnehmen. Der Film rief aufgrund der Tatsache, dass er die Besatzungszeit erstmals aus einer anderen Perspektive als jener der Résistance durchleuchtete, und laut Marcel Ophüls den „Mythos der ‚grandeur‘ Frankreichs in Frage stellte“, in Frankreich einen Skandal hervor und gilt heute als der Wendepunkt, von dem ab die Geschehnisse unter dem Vichy-Regime im kollektiven Bewusstsein der Franzosen nach und nach objektivere Formen annahmen.
Die Verleger der dem Figaro beiliegenden Wochenzeitung Figaro Magazine und die rechtsextremistische politische Zeitung Le Choc du mois beschäftigten de la Mazière, dem durch die Schließung seiner Agentur die Existenzgrundlage genommen war, bevor er in Togo Aufgaben als Berater des togoischen Diktators Gnassingbé Eyadéma wahrnahm.
Im Jahr 2003 publizierte er unter dem Titel Le Rêveur blessé die Fortsetzung seiner Autobiografie. Er schilderte darin die Auswirkungen seiner Handlungsweise auf sein späteres gesellschaftliches und berufliches Leben.

## Autobiografisches Werk
- Le Rêveur casqué, Robert Laffont, Paris 1972, ISBN 2-221-02815-5.

dt. Ein Traum aus Blut und Dreck. Neff, Wien/Berlin 1973, ISBN 3-7014-0092-X, Neuauflage: Jungeuropa, Dresden 2016, ISBN 978-3948145217.
- (eigentlicher Autor: Maurice Bonnet[1]) Le Rêveur blessé, Editions de Fallois, Paris 2003, ISBN 2-87706-468-9.